# 1985年の日本競馬
1985年の日本競馬（1985ねんのにほんけいば）では、1985年（昭和60年）の日本競馬界についてまとめる。馬齢は旧表記で統一する。
1984年の日本競馬 - 1985年の日本競馬 - 1986年の日本競馬

## 概要

### シンボリルドルフの活躍
前年（1984年）にクラシック三冠、そして第29回有馬記念を勝ってJRAのGI4勝を挙げたシンボリルドルフがGI勝ちを「7」に伸ばした。これは、2020年にアーモンドアイが天皇賞（秋）を勝利するまで、JRA史上最多タイ記録であった。
初戦の日経賞を楽勝し、天皇賞（春）では3度目の対決となった先輩三冠馬ミスターシービーが早めに先頭に立つ展開となったが、5着に沈むミスターシービーを尻目に完勝しGI5勝目を挙げる。ミスターシービーはこれが最後のレースとなった。
シンボリルドルフは海外遠征も計画されていたが、宝塚記念前日に軽い脚部不安で出走を取り消した影響で取りやめとなった。ぶっつけで挑んだ天皇賞（秋）はギャロップダイナの追い込みに敗れ2着となったものの、その後は隙のない競馬でジャパンカップ、有馬記念を連勝してGI勝利を7とした。有馬記念が国内最後のレースとなり、翌1986年に海外遠征に出発することとなった。

### ミホシンザンの二冠とシリウスシンボリのダービー制覇
この年の牡馬クラシック戦線は五冠馬シンザン産駒ミホシンザンが無敗のまま皐月賞を5馬身差で圧勝。3年連続の三冠馬の期待もあったが、レース翌日に骨折が判明し、東京優駿（日本ダービー）は早々に断念となった。
ミホシンザン不在のダービーで本命に推されたのはシリウスシンボリ。こちらは仔細あったが（詳細は同馬の項参照）、皐月賞を脚部不安で回避しており、若葉ステークスからダービーに直行する異例のレースプランであったが1番人気に支持され、勝利を収めた。シンボリ牧場は生産馬によるダービー連覇を果たしたが、シリウスシンボリはこの後2年に及ぶ長期の海外遠征に臨み、秋以後は不在となった。
秋にはミホシンザンが復帰。セントライト記念は苦手の重馬場もあり5着に敗れたが、京都新聞杯そして菊花賞と勝ち、二冠馬となった。
結局、シリウスシンボリが日本に帰国しレースに出走したのは6歳となった1987年の夏で、その頃にはミホシンザンは故障してそのまま出走することなく引退したため、この両者はついに対戦することがなく終わった。

### ニホンピロウイナーのマイルでの君臨と中距離への挑戦
前年の第1回マイルチャンピオンシップを制したニホンピロウイナーが安田記念を勝ってマイルGI連覇を達成。
秋には毎日王冠（4着）から天皇賞（秋）に出走し、2000メートルの距離で最強馬シンボリルドルフ（2着）に果敢に挑み、同馬から0.1秒差の3着（ウインザーノットと同着）に粘った。そしてマイルチャンピオンシップ連覇を達成したのを最後に引退した。

## できごと

### 4月 - 6月
- 6月2日：この日行われた宝塚記念で1番人気に支持されながら5着に敗れたステートジャガーの尿から禁止薬物である「カフェイン」が検出され、失格処分に。
- 6月11日：現役騎手の中島啓之が肝臓癌のため死去。享年42。最後の騎乗となった日本ダービーのわずか16日後の悲報。

### 7月 - 9月
- 7月10日：名古屋競馬場で坂本敏美騎手が騎乗していた馬の負傷で落馬。一命は取り留めたものの、頚椎損傷で半身不随となり、騎手生命を断たれる。
- 8月25日：新潟競馬で行われたレース前の本馬場入場で、騎手大崎昭一が知人に競馬施行規程で禁止されている予想行為を行ったとして、無期限の騎乗停止処分（その後八百長に該当する行為はなかったとして4ヶ月で解除）。
- 9月15日：朝日チャレンジカップ（GIII）で、ニシノライデンが1位に入線するも他の馬の進路を妨害したとして重賞競走で初となる失格処分（薬物によるものは除く）に。

### 10月 - 12月
- 10月27日：ギャロップダイナが勝利を収めた天皇賞（秋）と同日に行われたスワンステークスで、ギャロップダイナと同じ社台ファーム早来牧場生産馬で、1番人気に支持された1983年の桜花賞勝ち馬シャダイソフィアが故障を発症し競走中止。予後不良が宣告され、安楽死の措置がとられた。
- 11月24日：第5回ジャパンカップで地方から招待されたロッキータイガー[1]が2着に入線。
- 12月1日：阪神大賞典に出走したその年のオークス勝ち馬ノアノハコブネが故障し競走を中止。予後不良と診断されて安楽死処分に。

## 競走成績

### 中央競馬・平地GI
- 第45回桜花賞（阪神競馬場・4月7日） 優勝：エルプス、騎手：木藤隆行
- 第45回皐月賞（中山競馬場・4月14日） 優勝：ミホシンザン、騎手：柴田政人
- 第91回天皇賞（春）（京都競馬場・4月29日） 優勝：シンボリルドルフ、騎手：岡部幸雄
- 第35回安田記念（東京競馬場・5月12日） 優勝：ニホンピロウイナー、騎手：河内洋
- 第46回優駿牝馬（オークス）（東京競馬場・5月19日） 優勝：ノアノハコブネ、騎手：音無秀孝
- 第52回東京優駿（日本ダービー）（東京競馬場・5月26日） 優勝：シリウスシンボリ、騎手：加藤和宏
- 第26回宝塚記念（阪神競馬場・6月2日） 優勝：スズカコバン、騎手：村本善之
- 第92回天皇賞（秋）（東京競馬場・10月27日） 優勝：ギャロップダイナ、騎手：根本康広
- 第10回エリザベス女王杯（京都競馬場・11月3日） 優勝：リワードウイング、騎手：内田国夫
- 第46回菊花賞（京都競馬場・11月10日） 優勝：ミホシンザン、騎手：柴田政人
- 第2回マイルチャンピオンシップ（京都競馬場・11月17日） 優勝：ニホンピロウイナー、騎手：河内洋
- 第5回ジャパンカップ（東京競馬場・11月24日） 優勝：シンボリルドルフ、騎手：岡部幸雄
- 第37回朝日杯3歳ステークス（中山競馬場・12月15日） 優勝：ダイシンフブキ、騎手：菅原泰夫
- 第37回阪神3歳ステークス（阪神競馬場・12月15日） 優勝：カツラギハイデン、騎手：西浦勝一
- 第30回有馬記念（中山競馬場・12月22日） 優勝：シンボリルドルフ、騎手：岡部幸雄

### 中央競馬・障害
- 第94回中山大障害（春）（中山競馬場・4月7日） 優勝：ブルーフラール、騎手：成田均
- 第95回中山大障害（秋）（中山競馬場・12月21日） 優勝：オンワードボルガ、騎手：田中剛

### 地方競馬主要競走
- 第8回帝王賞（大井競馬場・4月18日）優勝：ロツキータイガー（騎手：桑島孝春）[2]
- 第24回楠賞全日本アラブ優駿（園田競馬場・5月17日）優勝：イソナンブ（騎手：森下博）
- 第31回東京ダービー（大井競馬場・6月5日）優勝：ミルコウジ（騎手：本間茂）
- 第5回全日本アラブクイーンカップ（園田競馬場・10月11日）優勝：ザパルテノス（騎手：藤井勝也）
- 第34回全日本アラブ争覇（川崎競馬場・12月4日）優勝：オリエントキング（騎手：松本隆宏）
- 第33回全日本アラブ大賞典（大井競馬場・12月10日）優勝：ローゼンガバナー（騎手：桑島孝春）
- 第31回東京大賞典（大井競馬場・12月28日）優勝：スズユウ（騎手：石川綱夫）

## 表彰

### 優駿賞
- 年度代表馬・最優秀5歳以上牡馬 シンボリルドルフ
- 最優秀3歳牡馬 ダイシンフブキ
- 最優秀3歳牝馬 メジロラモーヌ
- 最優秀4歳牡馬・最優秀父内国産馬 ミホシンザン
- 最優秀4歳牝馬 エルプス
- 最優秀5歳以上牝馬 グローバルダイナ
- 最優秀スプリンター ニホンピロウイナー
- 最優秀ダートホース アンドレアモン
- 最優秀障害馬 メジロアンタレス
- 最優秀アラブ ウルフケイアイ

## リーディング

### リーディングジョッキー
- 中央：河内洋
- 地方：有馬澄男[3]

### リーディングブリーダー
- 社台ファーム

### リーディングサイアー
- ノーザンテースト

### リーディングブルードメアサイアー
- ノーザンテースト

## 誕生

### 人物
- 1月15日 - 松井伸也騎手（ホッカイドウ）
- 1月18日 - 山田祥雄騎手（名古屋）
- 2月2日 - 加藤士津八騎手、調教師（JRA）
- 2月12日 - 西山裕貴騎手、調教師（高知）
- 2月17日 - 笹原直樹騎手（浦和）
- 3月9日 - 高橋利幸騎手（船橋）
- 3月20日 - 佐賀野昭人騎手（金沢）
- 4月1日 - 柿原翔騎手（名古屋）
- 4月5日 - 青柳正義騎手（金沢）
- 4月7日 - 佐藤聖也騎手（JRA）
- 5月2日 - 實川純一騎手（船橋）
- 5月8日 - 高橋翼騎手（船橋）
- 5月11日 - 山下貴之騎手、調教師（船橋）
- 6月28日 - 山本政聡騎手（盛岡）
- 9月10日 - 伊藤千尋騎手（ホッカイドウ）
- 9月13日 - 島崎和也騎手（笠松）
- 9月17日 - 林卓磨騎手（荒尾）
- 10月15日 - 川田将雅騎手（JRA）
- 11月5日 - 丹内祐次騎手（JRA）
- 11月12日 - 黛弘人騎手（JRA）
- 11月14日 - 村井裕章騎手（兵庫）
- 12月5日 - 田中博康騎手、調教師（JRA）
- 12月23日 - 上野翔騎手（JRA）
- 12月30日 - 小島太一騎手（JRA）

### 競走馬
この年に生まれた競走馬は1988年のクラシック世代となる。
- 2月12日 - グッバイヘイロー
- 2月19日 - サクラチヨノオー
- 3月4日 - グレートモンテ
- 3月14日 - サンシャインフォーエヴァー、シヨノロマン
- 3月21日 - シンボリクリエンス
- 3月27日 - オグリキャップ、ナスルエルアラブ
- 3月28日 - アサティス、メジロアルダン
- 3月31日 - ウインドミル、シンボリモントルー
- 4月2日 - ワカタイショウ
- 4月8日 - アキヒロホマレ、フリートーク
- 4月11日 - アラホウトク、ヤエノムテキ
- 4月15日 - ミスターシクレノン
- 4月17日 - メジロワース
- 4月18日 - カツトクシン
- 4月25日 - ラガーブラック
- 4月26日 - パッシングショット
- 4月28日 - サッカーボーイ
- 5月11日 - フォーティナイナー
- 5月14日 - ジョージモナーク、バンブーメモリー
- 5月16日 - メジロマスキット
- 5月19日 - ナムラモノノフ
- 5月26日 - ミヤマポピー
- 5月27日 - スーパークリーク
- 5月28日 - ブライアンズタイム
- 5月29日 - パンフレット
- 6月4日 - スカーレットリボン
- 6月12日 - ダイユウサク
- 6月13日 - コスモドリーム
- 8月29日 - ベタールースンアップ
- 不明 - シェリフズスター

## 死去

### 人物
- 6月11日 - 中島啓之（JRA騎手）
- 7月9日 - 杉村一馬（JRA調教師、元騎手）

### 競走馬
- 2月14日 - ベルワイド
- 4月7日 - ヒデコトブキ
- 9月24日 - ネヴァービート
- 10月5日 - パーソロン
- 10月15日 - タニノハローモア
- 10月27日 - シャダイソフィア
- 10月（日不明） - ダイアトム
- 12月1日 - ノアノハコブネ
- 月日不明 - オンワードガイ